# Origami
Origami (jap. 折り紙; oru = savijanje, kami = papir) tradicionalna je japanska vještina kreiranja modela od papira. Tradicinalno se koristi kvadrat, ali postoji veliki broj modela koji se radi od drugačijih oblika papira - pravokutnika, trokuta itd. Origami se dijeli na tradicionalni i modularni, u kojem se više dijelova povezuje u cjelinu.

## Povijest
Ne postoje precizni podaci o tome, kada je origami nastao. Najčešće se povezuje s izumom papira u Kini oko 2. stoljeća pr. Kr. Iako je tamo najvjerojatnije i nastao, origami je pravi procvat doživio u Japanu, gdje se tretira kao nacionalna umjetnost. Pored Japana, ova vještina se pojavila i u drugim dijelovima svijeta, primjerice u Španjolskoj, gdje je poznata pod imenom "papiroflexia".
Već u 8. stoljeću, origami je postao sastavni dio raznih ceremonija u Japanu. Samuraji su razmjenjivali darove, koji su na sebi imali ukrase "tuti" – savijene trake papira. Za vrijeme obreda šintoističkih vjenčanja, korišteni su origami leptiri, koji su simbolizirali mladence.

## Materijal
Origami se obično radi od papira, iako se mogu koristiti i drugačiji materijali (tkanine i sl.) Za vježbu i neke jednostavne modele često se koristi papir za fotokopiranje standardne gramaže 70-90 g/m2. Pored toga, moguće je koristiti i razne druge vrste papira – foliju, papir za zamatanje, hamer i td. Postoji i specijaliziran papir za origami, koji je najčešće dvobojan i već isječen u oblik kvadrata.
U Japanu se često koristi "vaši" – specijalan papir čvršće strukture napravljen od pulpe dobivene iz kore nekoliko karakterističnih drvenastih vrsta, koje rastu u Japanu.
Postoji i posebna grana origamija, koja koristi novčanice za izradu modela i to najčešće američki dolar.
U Hrvatskoj od 2012. godine djeluje Hrvatsko origami društvo. 

## Galerija
- Ždralovi u gnijezdu
- Origami bonsai
- Minijaturni origami
- Škorpion

## Poveznice
- Japanski papir

## Vanjske poveznice
- Origami Art Novosti, blog posvećen origamiju
- Hrvatsko origami društvo
- Franka Miriam Bruckler, Matematički origami, Matka, Vol.21 No.83 Ožujak 2013., Matematički origami - Mitchellov pravilni oktaedar, Matka, Vol.22 No.86 Prosinac 2013., Toshien dragulj ili uvod u Sonobe-origami, Matka, Vol.22 No.87 Ožujak 2014.